# Medetera waris
Medetera waris är en tvåvingeart som beskrevs av Daniel J. Bickel 1987. Medetera waris ingår i släktet Medetera och familjen styltflugor. Inga underarter finns listade i Catalogue of Life.